# Bracht (Gummersbach)
Bracht is een plaats in de Duitse gemeente Gummersbach, deelstaat Noordrijn-Westfalen, en telt 3 inwoners (2007).